# Dušan Janovský
Dušan Janovský (* 18. července 1974), na Internetu též přezdíván Yuhů, je český webmaster, webdesigner, propagátor moderních webových technologií a standardů, a vášnivý pisatel. Na českém internetu je známý díky svému projektu JakPsátWeb.cz, který poskytuje komplexní informace o tvorbě webových stránek. Stránky jsou vstřícné vůči začátečníkům, obsahují mnoho příkladů a minimum teorie. Je také autorem pravidel pro fantasy larp nazvaný Gawain.
Na přelomu roku 2001/2002 dostal od personální agentury nabídku pracovat pro portál Seznam.cz. Původně v této společnosti pracoval jako webmaster. Později z firmy odešel a spolupracoval se společností Google Inc., která provozuje vyhledávač Google. Následně pracoval opět pro Seznam.cz, kde řídil jako projektový manažer vývoj českého vyhledávače (projekt Fulltext) a podílel se také na řízení vývoje pay-per-click reklamního systému Sklik. Po dokončení těchto projektů Seznam znovu opustil. Dva roky pak strávil podnikáním a cestováním, jen aby se už potřetí vrátil k Seznamu.
V roce 2006 byl Dušan Janovský v anketě Křišťálová Lupa odbornou veřejností nominován v kategorii Osobnost roku mezi 5 nejvýraznějších a v následném hlasování veřejnosti obsadil druhé místo.

### Webové projekty
- Jakpsátweb.cz – web o tvorbě internetových stránek
- Jak psát na klávesnici
- O cestování autostopem – web o stopování
- Deníček Yuhůův – postřehy a příběhy z každodenního života
- Kréta, informace pro turisty – web o Krétě
- Turecko, turistické informace – web o Turecku